# Don Coleman
Don Coleman (* 24. Oktober 1951) ist ein ehemaliger US-amerikanischer Sprinter.
1979 gewann er bei den Panamerikanischen Spielen in San Juan Bronze über 200 m.

## Persönliche Bestzeiten
- 100 m: 10,11 s, 30. Juli 1978, Colorado Springs
- 200 m: 20,39 s, 17. Juni 1979, Walnut